# حلقی‌شدگی
حَلقی‌شدگی (انگلیسی: Pharyngealization) یعنی تلفظ یک صدا با تنگ کردن فضای حلق در گلو، شبیه حالت قورت دادن غذا یا خمیازه کشیدن. این کار باعث تغییر صدای اصلی به یک صدای خشن‌تر می‌شود؛ مثلاً در برخی گویش‌های عربی، حرف «ع» با حلقی‌شدگی تلفظ می‌شود که صدای آن را کاملاً متفاوت می‌کند. این حالت در برخی زبان‌های دیگر مثل آمازیغی و عبری نیز دیده می‌شود.
در تعریف زبان‌شناختی، حلقی‌شدگی یک تولید دومین از همخوان‌ها یا واکه‌ها است که در طی تولید صدا، حلق یا اپیگلوت (بَرچاکنای) تنگ می‌شود.
در الفبای آوانگاری بین‌المللی (IPA)، حلقی‌شدگی به صورت زیر نمایش داده می‌شود:
با نماد [ˤ] (یک نسخه بالانویس و برعکس از نماد چاکنایی) در کنار نماد گونهٔ غیر حلقی‌شدهٔ صدا. مثال: [tˤ] به عنوان گونهٔ حلقی‌شدهٔ [t].
در بسیاری از زبان‌ها، حلقی‌شدگی با تلفظ دندانی‌تر یک صدای تیغه‌ای (تولید شده با نوک یا تیغه زبان) مرتبط است.
تشخیص این مختصه از مختصه نرم‌کامی‌شدگی کار آسانی نیست و این دو با یکدیگر در یک زبان مشاهده نشده‌اند. در زبان عربی همخوان‌های ص، ض، ط و ظ همگی حلقی‌شده هستند.
حلقی‌شدگی پدیده‌ای پیچیده است که به صورت تنگ‌شدگی در ناحیه حلق یا اپی‌گلوت (دریچه نای) ظاهر می‌شود. محققان مختلف برای توصیف محل دقیق حلقی‌شدگی، راهبردهای متفاوتی به کار می‌گیرند: گاهی آن را به عنوان یک ویژگی واکه، گاهی به عنوان یک ویژگی همخوان و گاهی به عنوان یک ویژگی زبرزنجیری (یعنی مربوط به بخشی بزرگتر از یک واج) تحلیل می‌کنند. حلقی‌شدگی معمولاً در کل واژه پخش می‌شود، هرچند اغلب محققان یک هجای اصلی حلقی‌شده را متمایز می‌کنند. برخی زبان‌های قفقازی شرقی به توسعه دو نوع مختلف حلقی‌شدگی شناخته شده‌اند که تصویر را پیچیده‌تر می‌کند. حلقی‌شدگی در مرکز و جنوب داغستان در میان زبان‌های شاخه‌های دارگوا، لک، تزیک و لزگی رایج است.

## کاربرد
اوبیخی، یک زبان منقرض‌شده از زبان‌های قفقازی شمال غربی که در روسیه و ترکیه صحبت می‌شد، از حلقی‌شدگی در ۱۴ صامت حلقی‌شده استفاده می‌کرد. چیلکوتین دارای صامت‌های حلقی‌شده است که باعث حلقی شدن مصوت‌ها می‌شود. بسیاری از زبان‌ها (مانند زبان‌های سالیش، ساهاپتین) در منطقه فلات آمریکای شمالی همچنین دارای فرآیندهای حلقی‌شدگی هستند که توسط صامت‌های حلقی یا حلقی‌شده ایجاد می‌شوند و بر واکه‌ها تأثیر می‌گذارند.
زبان توو/خویسان، زبان !Xóõ (یا Taa) دارای واکه‌های حلقی‌شده است که از نظر واجی با واکه‌های صدادار، نفس‌دار و اپی‌گلوت‌شده در تضاد هستند. این ویژگی در الفبای این زبان با یک خط تیره در زیر واکه حلقی‌شده مربوط نشان داده می‌شود. در زبان‌های توو، مصوت‌های برچاکنای‌شده واجی هستند.
زبان عربی و زبان سریانی از uvularization ثانویه استفاده می‌کنند که عموماً از حلقی‌شدگی متمایز نمی‌شود، برای صامت‌های کرونال «مفخم» (emphatic).

### نمونه‌هایی از صامت‌های حلقی‌شده
(صامت‌های Uvularized متمایز نشده‌اند)

#### Stops
- voiceless alveolar stop حلقی‌شده [tˤ] (در زبان چچنی، زبان‌های بربری، زبان عربی، زبان‌های کردی، عبری مزراحی و عبری توراتی)
- انفجاری‌های دندانی و لثوی واک‌دار حلقی‌شده [dˤ] (در زبان چچنی، زبان‌های بربری و زبان عربی)
- انفجاری دولبی بی‌واک حلقی‌شده [pˤ] (در زبان‌های کردی، زبان چچنی و اوبیخی)
- انفجاری دولبی واک‌دار حلقی‌شده [bˤ] (در زبان چچنی، اوبیخی، زبان سیوی، عربی شحی و عربی میان‌رودانی، ناهمگون در زبان آدیغی و زبان کاباردی)
- انفجاری ملازی بی‌واک حلقی‌شده [qˤ] (در اوبیخی، زبان ساخوری و زبان آرچی)
- انفجاری ملازی واک‌دار حلقی‌شده [ɢˤ] (در زبان ساخوری)
- انسدادی چاکنایی حلقی‌شده [ʔˤ] (در عربی شحی؛ ناهمگون در زبان چچنی)
- انفجاری نرم‌کامی بی‌واک حلقی‌شده [kˤ] (در زبان‌های کردی)
- انفجاری نرم‌کامی واک‌دار حلقی‌شده [ɡˤ] (در سورانی) [۷]

#### Fricatives
- voiceless alveolar sibilant حلقی‌شده [sˤ] (در زبان چچنی، زبان‌های کردی، زبان عربی، عبری توراتی و بربری شمالی)
- voiced alveolar sibilant حلقی‌شده [zˤ] (در زبان چچنی، زبان‌های بربری، زبان عربی و زبان‌های کردی)
- سایشی پس‌لثوی بی‌واک حلقی‌شده [ʃˤ] (در زبان چچنی)
- سایشی پس‌لثوی واک‌دار حلقی‌شده [ʒˤ] (در زبان چچنی)
- سایشی دندانی بی‌واک حلقی‌شده [θˤ] (به عنوان [θ̬ˤ]، یک تلفظ متفاوت در زبان مهری)
- سایشی دندانی واک‌دار حلقی‌شده [ðˤ] (در زبان عربی: ظ)
- voiced alveolar lateral fricative حلقی‌شده [ɮˤ] (در عربی کلاسیک)
- سایشی لبی‌دندانی بی‌واک حلقی‌شده [fˤ] (در سورانی) [۷]
- سایشی لبی‌دندانی واک‌دار حلقی‌شده [vˤ] (در اوبیخی)
- سایشی ملازی بی‌واک حلقی‌شده [χˤ] (در اوبیخی، زبان ساخوری، زبان آرچی و گویش بزیب آبخازی)
- سایشی ملازی واک‌دار حلقی‌شده [ʁˤ] (در اوبیخی، زبان ساخوری و زبان آرچی)
- سایشی چاکنایی بی‌واک حلقی‌شده [hˤ] (در زبان ساخوری)

#### انسایشی‌ها (Affricates)
- انسایشی لثوی بی‌واک حلقی‌شده [tsˤ] (در زبان چچنی)
- انسایشی لثوی واک‌دار حلقی‌شده [dzˤ] (در زبان چچنی)
- انسایشی پسالثوی بی‌واک حلقی‌شده [tʃˤ] (در زبان چچنی و زبان‌های کردی)
- انسایشی پسالثوی واک‌دار حلقی‌شده [dʒˤ] (در زبان چچنی)

#### لرزشی‌ها (Trills)
- لرزشی لثوی واک‌دار حلقی‌شده [rˁ] (در زبان چچنی و زبان سیوی)

#### خیشومی‌ها (Nasals)
- خیشومی دولبی واک‌دار حلقی‌شده [mˤ] (در زبان چچنی، اوبیخی، عربی مراکشی و عربی میان‌رودانی)
- خیشومی‌های دندانی، لثوی و پس‌لثوی واک‌دار حلقی‌شده [nˤ] (در زبان چچنی)

#### ناسوده‌ها (Approximants)
- ناسوده لبی‌کامی حلقی‌شده [wˤ] (در عربی شحی، زبان چچنی و اوبیخی)
- ناسوده کناری لثوی حلقی‌شده [lˤ] (در زبان چچنی و هلندی معیار شمالی)
- ناسوده پسالثوی لبی‌شده حلقی‌شده [ɹ̠ˤʷ] (گونهٔ [ɹ] در انگلیسی آمریکایی)
- ناسوده نرم‌کامی واک‌دار حلقی‌شده [ɹ̈ˤ]، که در آن بدنهٔ زبان در نرم‌کام جمع می‌شود (در برخی گویش‌های انگلیسی آمریکایی و هلندی)

### نمونه‌هایی از واکه‌های حلقی‌شده
- واکه گرد پسین نیم‌باز حلقی‌شده [ɔˤ] در هلندی معیار شمالی
- واکه‌های حلقی‌شده [ɪˤ ɜˤ ʊˤ ɛˤ ~ æˤ ɐˤ ~ aˤ ɔˤ aˤ ~ ɑˤ] در زبان تایرات
- واکه‌های حلقی‌شده [iˤ uˤ oˤ ɑˤ] در زبان اون
- واکه‌های حلقی‌شده [iˤ uˤ eˤ əˤ oˤ aˤ] در زبان ساخوری
- واکه‌های حلقی‌شده [iˤ uˤ ɛˤ ɔˤ ɑˤ] در زبان اودی
- واکه‌های حلقی‌شده [ĩˤ ũˤ ãˤ iˀˤ uˀˤ ɛˀˤ ɔˀˤ aˀˤ] در زبان مامبای (مانگبای)
- واکه‌های حلقی‌شده [iˤ uˤ eˤ oˤ aˤ] در زبان !Xóõ

## نمادهای IPA
در الفبای آوانگاری بین‌المللی (International Phonetic Alphabet)، حلقی‌شدگی می‌تواند به یکی از دو روش زیر نشان داده شود:
۱. یک مدک (~) یا خط تیره (~) (IPA Number 428) از میان حرف پایه عبور داده می‌شود (typographic overstrike). این نماد قدیمی‌تر و عمومی‌تر است و نشانگر نرم‌کامی‌شدگی (velarization), uvularization یا حلقی‌شدگی است، مانند [ᵶ]، که معادل guttural صدای [z] است.
۲. نماد [ˤ] (IPA Number 423) – گونهٔ بالانویس [ʕ]، که سایشی حلقی واک‌دار (voiced pharyngeal fricative) است – بعد از حرف پایه نوشته می‌شود. این نماد مشخصاً نشانگر یک همخوان حلقی‌شده است، مانند [tˤ]، که گونهٔ حلقی‌شدهٔ [t] است.

## کدهای محاسباتی
از زمان یونی‌کد ۱٫۱، دو نویسهٔ بالانویس مشابه وجود داشته است: IPA [ˤ] (U+02E4 modifier letter small reversed glottal stop) و Semiticist [ˁ] (U+02C1 modifier letter reversed glottal stop). U+02E4 رسماً بالانویس [ʕ] (U+0295 Latin letter pharyngeal voiced fricative = reversed glottal stop) است و در جدول‌های یونی‌کد مانند یک بالانویس سادهٔ [ʕ] به نظر می‌رسد، اگرچه در برخی فونت‌ها شبیه حرف چاکنایی (glottal stop) کوچک معکوس بالانویس [ɂ] است. U+02C1 یک جایگزین تایپی برای ʿ (U+02BF modifier letter left half ring) است؛ که برای آوانگاری همخوان سامی عین (ع) استفاده می‌شود و معادل معکوس ʾ است که خود برای آوانگاری همخوان‌های چاکنایی سامی الف (ا) و همزه (ء) به کار می‌رود. در جدول‌های یونی‌کد، U+02C1 مانند یک [ˀ] (U+02C0 modifier letter glottal stop) معکوس به نظر می‌رسد که در IPA برای چاکنایی‌شدگی (glottalization) استفاده می‌شود. هیچ تمایز یونی‌کد موازی برای حرف چاکنایی اصلاح‌کننده وجود ندارد. کتابچهٔ راهنمای IPA [ˤ] U+02E4 را به عنوان معادل یونی‌کد IPA Number 423، نماد اختصاصی IPA برای حلقی‌شدگی، فهرست می‌کند.
خط تیرهٔ روی هم قرار گرفته (superimposed tilde) به نویسهٔ یونی‌کد U+0334 اختصاص داده شده است. این در اصل برای ترکیب با حروف دیگر برای نشان دادن حلقی‌شدگی در نظر گرفته شده بود. با این حال، این کاربرد اکنون منسوخ شده است (هرچند هنوز هم کار می‌کند) و چندین حرف از پیش ترکیب شده برای جایگزینی آن پذیرفته شده‌اند. اینها همخوان‌های لبی [ᵱ ᵬ ᵮ ᵯ] و همخوان‌های تیغه‌ای [ᵵ ᵭ ᵴ ᵶ ᵰ ᵲ ᵳ ɫ] هستند.